# Ernst van Anhalt
Ernst (1454 - Dessau, 12 juni 1516) was van 1474 tot zijn dood vorst van Anhalt-Dessau. Hij was de tweede zoon van George I uit zijn vierde huwelijk met Anna van Lindow-Ruppin. Ernst werd de stamvader van de oudere linie Anhalt-Dessau, een tak van de Ascanische dynastie. 
In 1471 had Ernst’s vader George I bepaald dat zijn gebieden na zijn dood onder zijn zoons verdeeld moest worden. Zelf trad hij af en liet de regering van zijn vorstendom over aan zijn vijf zoons. Toen George I in 1474 stierf werd de deling uitgevoerd. Ernst en zijn jongere broer Sigismund III kregen Anhalt-Dessau, Anhalt-Köthen viel aan Waldemar VI en George II. De jongste zoon, Rudolf IV werd schadeloos gesteld met een geldbedrag. Anhalt-Bernburg, dat in 1468 door George I geërfd was, zou door de alle broers gezamenlijk bestuurd worden. 
Sigismund III stierf in 1487, terwijl hij op de terugreis was van een pelgrimstocht naar Jeruzalem. Vanaf dat moment regeerde Ernst alleen. In 1506 legde hij de eerste steen van de Mariakerk in Dessau. In 1512 maakte hij een begin met de uitbreiding van het kasteel van Dessau. Na zijn dood werd zijn weduwe regentes voor zijn drie minderjarige zoons.

## Huwelijk en kinderen
Ernst trouwde op 20 januari 1494 met Margaretha van Münsterberg (1473-1530), een dochter van Hendrik van Podiebrad. Het paar kreeg vier kinderen:
- Thomas (1503)
- Johan IV (1504-1551)
- George III (1507-1533)
- Joachim (1509-1561)